# كلارنس الكسندر
كلارنس الكسندر (بالإنجليزية: Clarence Alexander)‏ هو كاتب أمريكي، ولد في 12 مارس 1939.